# 河北经贸大学
河北经贸大学（英語：Hebei University of Economics and Business）是一所位于中國大陸河北省石家庄市的大学。

## 历史
肇始于1953年创办的河北省供销合作社石家庄合作学校，后更名河北商业学校并于1978年在此基础上设立本科学府河北财贸学院，1983年更名为河北财经学院。河北经贸学院源于1966年的五·七干校。八十年代更名为河北经济管理干部学院，后成立河北省行政学院，河北省社会主义学院，河北省乡镇企业学院。1995年由原以上几所学院合并成立河北乡镇企业学院，后更名为河北经贸学院，与河北财经学院和1984年成立的河北商业高等专科学校合并后更名为河北经贸大学。校区位于河北省石家庄市。
該大學分北、南、东、西四个校区，北校区为本部。学校实行二级管理，现有15个本科学院、4个教学部和研究生学院、继续教育学院及经济管理学院（独立学院）。有60个本科专业、9个硕士学位授权一级学科、55个硕士学位授权学科专业，有法律专业硕士、工商管理硕士等12个硕士专业学位授予点。有10个省级重点学科、2个省级重点发展学科，其中产业经济学为省优秀重点学科。

## 国际合作
学校与美国、英国、法国、俄罗斯、罗马尼亚、韩国、日本、尼泊尔等26个国家的教育机构之間合作与交流关系，目前已与尼泊尔加德满都大学和赞比亚大学共同创办了两所孔子学院。